# Rhaphidophora angustata
Rhaphidophora angustata — вид квіткових рослин із родини Araceae, роду Rhaphidophora. Ця ліана росте на Суматрі й п-ві Малайзія.